# George M. McCune
George M. McCune, nome completo George McAfee McCune (Pyongyang, 16 giugno 1908 – Berkeley, 5 novembre 1948), è stato un linguista e insegnante statunitense, principalmente noto per aver redatto il sistema McCune-Reischauer per la romanizzazione della lingua coreana.

## Biografia
Nato a Pyongyang, dove il padre George Shannon McCune viveva in quanto missionario. Frequentò le scuole primarie in Corea per poi tornare nel suo paese di origine per studiare alla Huron University nel Sud Dakota, per poi trasferirsi alla Rutgers University nel New Jersey. Negli anni '30 si laureò ed iniziò ad insegnare, per poi stabilirsi alla University of California. Nel 1939 pubblicò il sistema messo a punto insieme al collega Edwin O. Reischauer per la romanizzazione del coreano che porta il loro nome (sistema McCune-Reischauer).
Suo fratello minore Shannon Boyd-Bailey McCune è stato un geografo e divulgatore.